# Астрономическое явление 1566 года над Базелем
Астрономическое явление 1566 года над Базелем — загадочная серия массовых наблюдений небесных явлений, которая якобы произошла в 1566 году в небе над Базелем (Швейцария), иногда трактуемых как воздушная битва. Базельский памфлет 1566 года описывает необычные рассветы и закаты. Говорят, что небесные явления «сражались» друг с другом в виде многочисленных красных и черных шаров в небе перед восходом солнца. В наши дни описание часто вызывает сомнения и споры. Доклад обсуждается среди историков и метеорологов. Некоторые уфологи интерпретируют это явление как сражение в небе между неопознанными летающими объектами. В листовке, написанной историком Самуэлем Кокциусом, это событие было названо религиозным событием. В XV и XVI веках во многих листовках писалось о «чудесах» и «небесных зрелищах».

## История

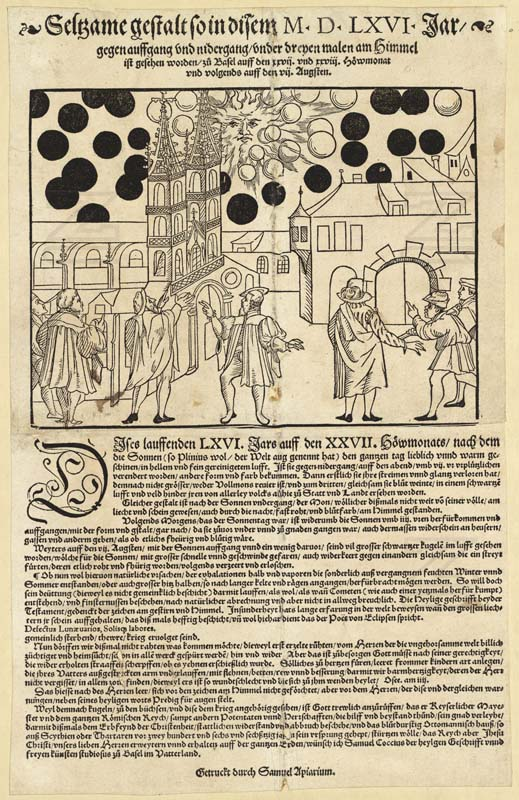
Небесный бой 1566 года над Базелем, описанный Самуэлем Апиариусом и Самуэлем Кокциусом.

Сообщается, что это событие произошло в Базеле, Швейцария, в 1566 году. По словам Самуэля Кокциуса, 27–28 июля и 7 августа многие местные свидетели в Базеле сообщили о трех небесных явлениях. Первый описывается как необычный восход солнца, второй — как полное затмение луны с восходящим красным солнцем, а третий — как облако черных сфер перед солнцем.
Описанное явление
Текст листовки можно перевести как следующее описание события:
Это случилось в 1566 г. трижды, 27 и 28 июля и 7 августа, против восхода и захода солнца; мы видели странные фигуры в небе над Базелем.

     В 1566 году, 27 июля, после того, как солнце согрело ясное, ясное небо, а затем около 9 часов вечера, оно вдруг приняло другую форму и цвет. Сначала солнце потеряло все свое сияние и блеск, и оно было не больше полной луны, и, наконец, оно, казалось, плакало кровавыми слезами, и воздух позади него потемнел. И его видели все жители города и деревни. Точно так же и луна, которая уже почти полная и сияла всю ночь, принимая на небе почти кроваво-красный цвет. На следующий день, в воскресенье, солнце взошло около шести часов и уснуло в том же виде, в каком оно лежало прежде. Он осветил дома, улицы и все вокруг так, словно все было кроваво-красным и огненным. На рассвете 7 августа мы увидели большие черные сферы, приближавшиеся и уходящие с большой скоростью и осадками перед солнцем и стрекотавшие, как будто они вели бой. Многие из них были огненно-красными и вскоре рассыпались, а затем погасли.

## Попытки объяснения
В наши дни выдвигаются версии про атмосферные явления, метеоритный дождь, умышленную мистификацию. Любители уфологии склонны считать этот случай описанием битвы НЛО.